# Houtindustrie in Finland

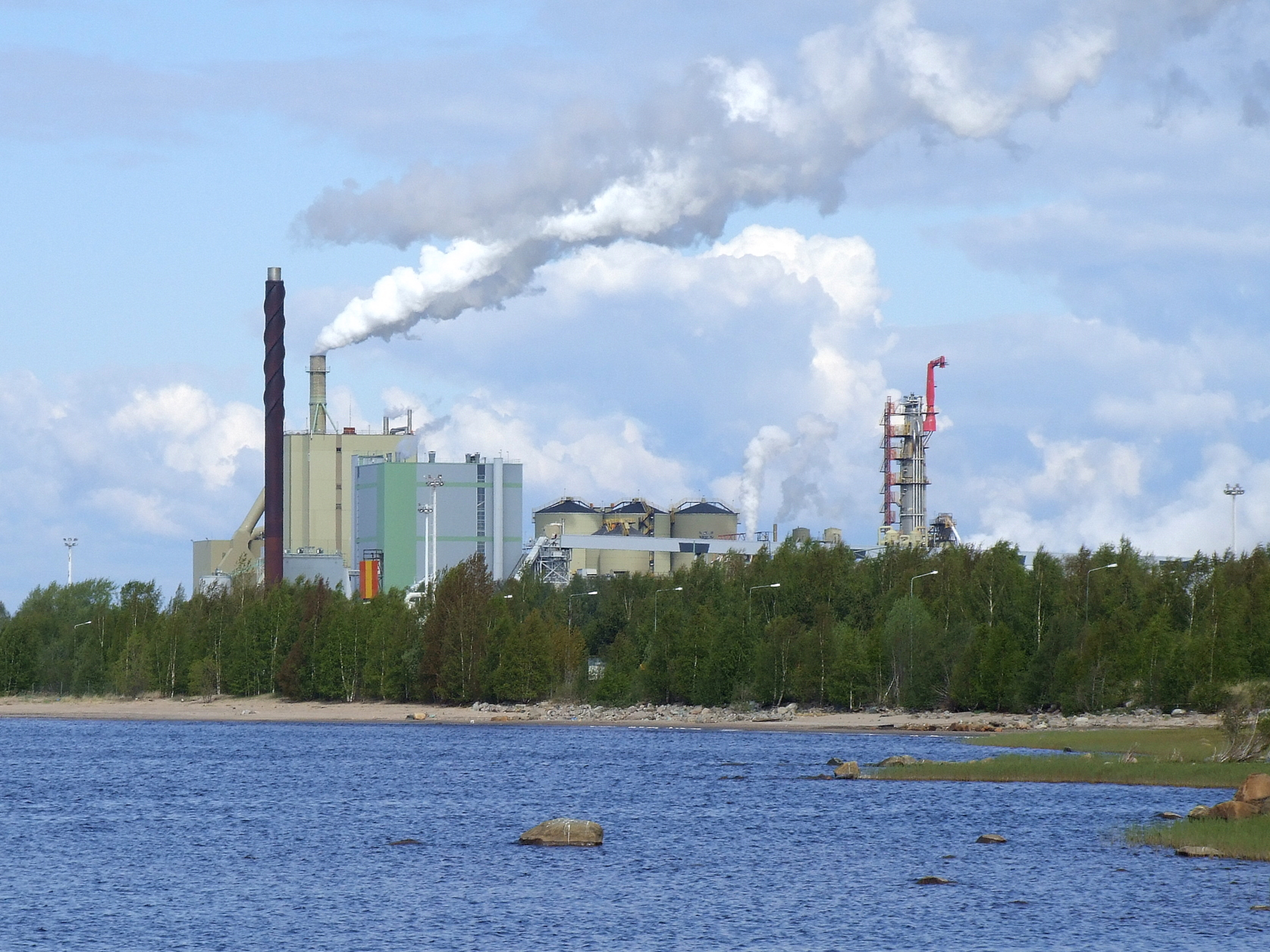
Stora Enso papierfabriek, Kemi, Veitsiluoto

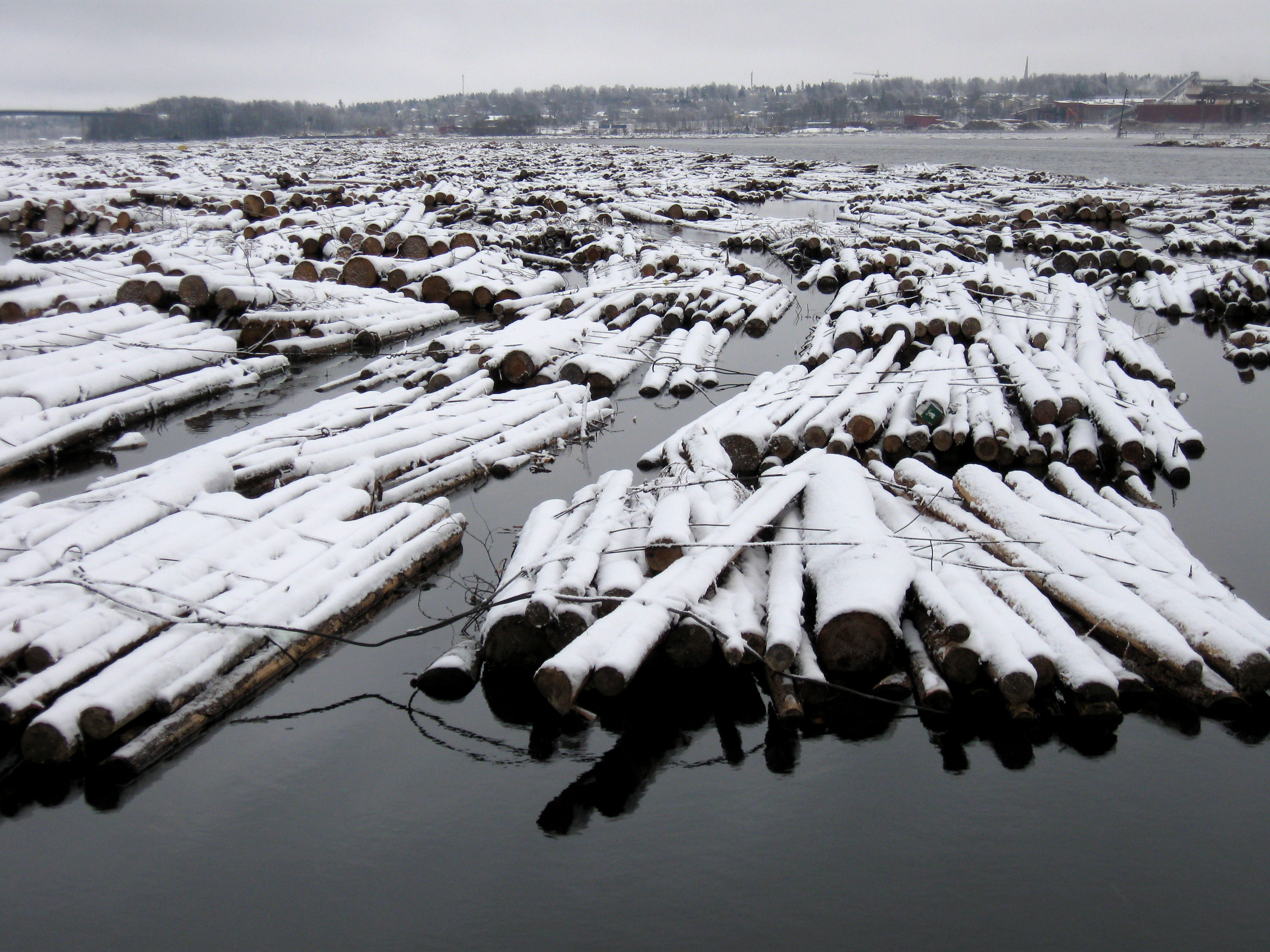
Drijvend hout richting Kaukas papierfabriek in Lappeenranta

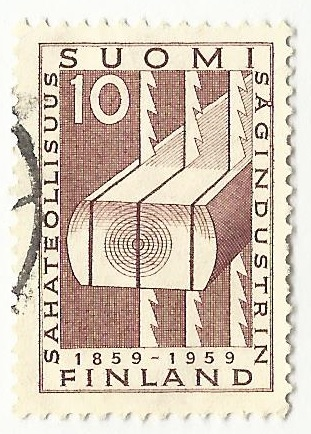
Postzegel uit 1959 ter gelegenheid van 100 jaar houtindustrie

De houtindustrie in Finland omvat de mechanische (timmerhout) en de chemische (papier en pulp) verwerking van hout. Finland is een van 's werelds grootste producenten van pulp, papier en karton en een van Europa’s grootste producenten van gezaagd hout. De houtverwerkingssector biedt direct en indirect werk aan ongeveer 160.000 mensen. De papierindustrie maakt een belangrijk deel uit van de Finse samenleving.

## Economisch belang
In 2014 bedroeg de waarde van de productie van de houtindustrie in Finland, inclusief de meubelindustrie, 20,7 miljard euro, dit is gelijk aan 18% van de gehele industriële productie. Bij de houtverwerkende bedrijven werken zo'n 15% van alle industriearbeiders. De houtindustrie is de belangrijkste bron van inkomsten voor veel regio's en is goed voor ongeveer 20% van alle Finse export.

## Chemische houtindustrie
De chemische houtindustrie omvat de productie van papier, karton en pulp. Finland had in 2014 vijfentwintig papierfabrieken, veertien kartonfabrieken en vijftien pulpfabrieken, met zo'n 22.000 werknemers.
De grootste bedrijven in de papierindustrie zijn Stora Enso, UPM-Kymmene en Metsä Group. Tussen 2005 en 2015 halveerde de werkgelegenheid doordat de papierproductie afnam. De bedrijven verlegden de aandacht naar (kartonnen) verpakkingsmaterialen en houtproducten.

## Mechanische houtindustrie
De mechanische houtindustrie produceert houten voorwerpen door zagen, draaien en lijmen. Zagerijen zijn de grootste werkgever van de sector. Zagerijen en kartonproductie zijn sterk geautomatiseerd maar handmatige vaardigheden zijn nog steeds nodig in timmerwerk. De mechanische houtindustrie biedt in Finland werk aan 26.000 mensen. Daarnaast hebben 9000 mensen een baan in de meubelproductie. Er zijn ook ongeveer 130 industriële zagerijen en andere bedrijven in de houtproductenindustrie.

## Geschiedenis van de Finse houtindustrie
Het eerste exportproduct uit de Finse bossen was teer dat werd gebruikt om de vaten te sluiten. De firma Tervanvienti startte zijn activiteiten in het begin van de 17e eeuw. De eerste hydraulische zagerij van het land werd gebouwd in 1533. In het begin van de 19e eeuw begon men de molens op waterkracht te voorzien van elektriciteit en de houtexport verhoogde door de ontwikkeling van zagerijen aangedreven door stoom. Medio 19e eeuw werd het grootste deel van het hout in Finland gebruikt in woningen als brandhout, maar ook in de woningbouw, verlichting en de landbouw.
In de jaren 1870 was de groei van de houtzagerijindustrie spectaculair. Grote stoompijpleidingen werden geïnstalleerd in de havensteden en de waarde van timmerhout nam toe in heel Finland. De activiteiten trokken ook buitenlandse ondernemers aan zoals de Noor Hans Gutzeit en James Salvesen. Tegelijkertijd werden stappen ondernomen ten gunste van de moderne papierproductie, met als pionier de Finse mijningenieur en zakenman Fredrik Idestam.